# Kabsz Gharbi
Kabsz Gharbi – miejscowość w Syrii, w muhafazie Ar-Rakka, w dystrykcie Ar-Rakka. W 2004 roku liczyła 1272 mieszkańców.